# Leucania brunneicoccinea
Leucania brunneicoccinea là một loài bướm đêm trong họ Noctuidae.